# Bazylika św. Michała Archanioła w Mariampolu
Bazylika św. Michała Archanioła w Mariampolu (lit. Marijampolės Šv. arkangelo Mykolo mažoji bazilika) – rzymskokatolicki kościół kościół parafialny z 1824 roku w Mariampolu w diecezji wyłkowyskiej, pełnił przez kilkanaście lat rolę prokatedry, od 1992 roku bazylika mniejsza; sanktuarium – miejsce przechowywania relikwii bł. Jerzego Matulewicza – patrona Litwy; cel pielgrzymek krajowych i zagranicznych.

## Historia
Osada Staropole, która dała początek miejscowości Mariampol (lokacja miasta w 1693 roku) powstała przez wykarczowanie fragmentu lasu na stylu Puszcz Kowieńskiej i Preńskiej. Starościna preńska, Franciszka z Butlerów Szczukowa, ufundowała pierwszy kościół św. Michała Archanioła (wzniesiony w 1765 roku) i klasztor Marianów Niepokalanego Poczęcia Najświętszej Maryi Panny (zbudowany w 2. połowie XVIII wieku).
Świątynia została wzniesiona w latach 1818–1824 przez marianina Michała Pietera (ur. 1763, zm. 1850) po pożarze pierwotnego drewnianego kościoła w 1809 roku. Po powstaniu styczniowym klasztor został zamknięty. W czasach sowieckich klasztor został zlikwidowany, a mienie kościelne wywłaszczone. W klasztorze podczas II wojny światowej był więziony ks. Romuald Jałbrzykowski. Kościół został przebudowany w 1914 roku, powiększono go o dwie kaplice. W nawie bocznej umieszczono w 1934 roku relikwie bł. Jerzego Matulewicza, jednego z patronów Litwy. Od tego czasu świątynia stała się celem pielgrzymek krajowych i zagranicznych. Odpust ku czci bł. Jerzego Matulewicza odbywa się w lipcu i trwa 8 dni, wówczas codziennie jest odmawiany różaniec.
Po II wojnie światowej katedra Najświętszej Marii Panny w Wyłkowyszkach uległa zniszczeniu i ostatecznie rozebraniu, przez co kościół św. Michała Archanioła w Mariampolu był prokatedrą od 1944 do 1949 roku i od 1989 do 1998 roku. W 1992 roku kościołowi został nadany tytuł bazyliki mniejszej.

## Architektura
Jeden z największych kościołów w diecezji wyłkowyskiej. Świątynia eklektyczna, z elementami stylu neobarokowego i empire, na planie krzyża łacińskiego z absydą i dwoma trzykondygnacyjnymi wieżami. Kościół trójnawowy, z sześcioma ołtarzami. Przy kościele znajduje się ogrodzony cmentarz.

## Galeria

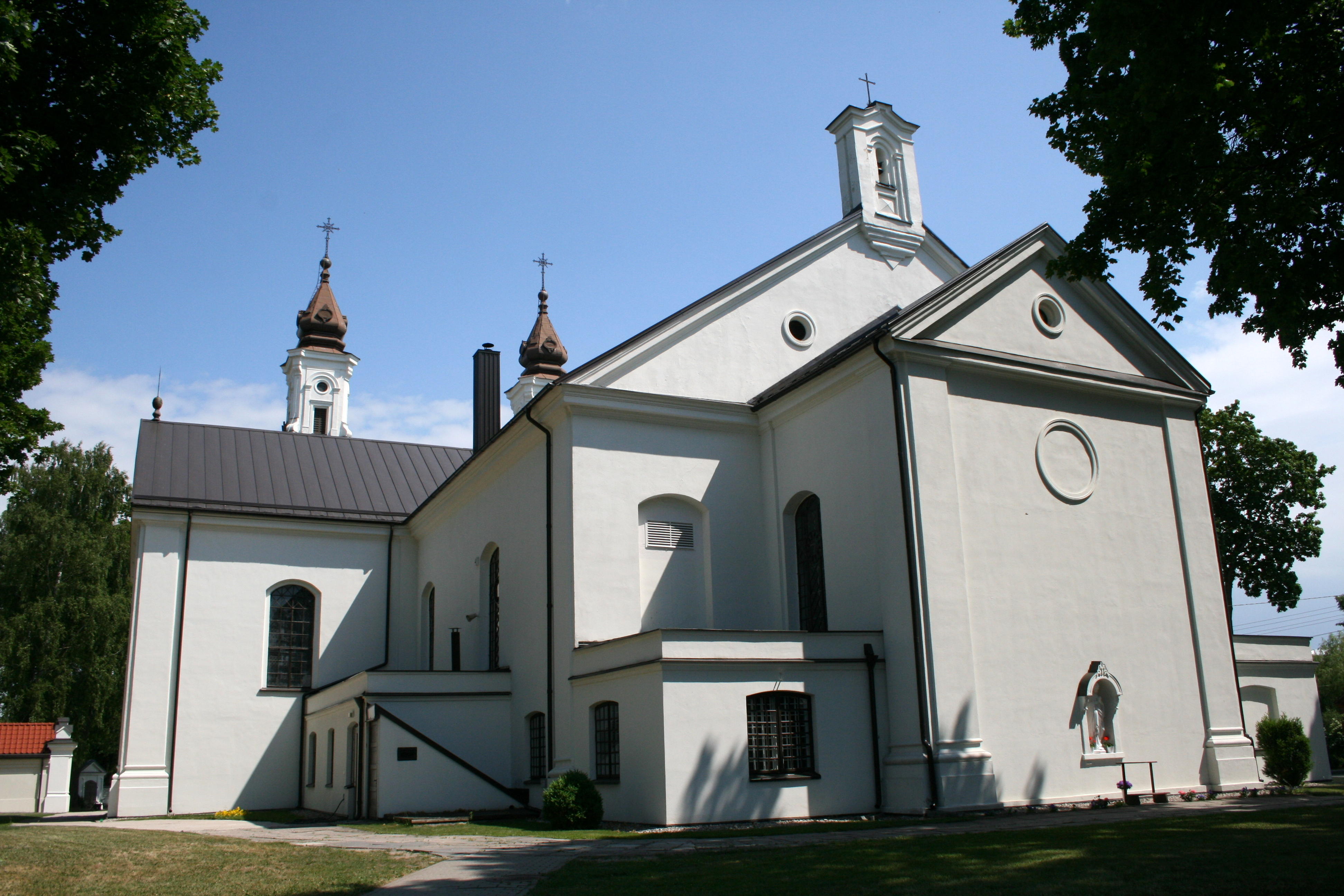
Widok od strony absydy
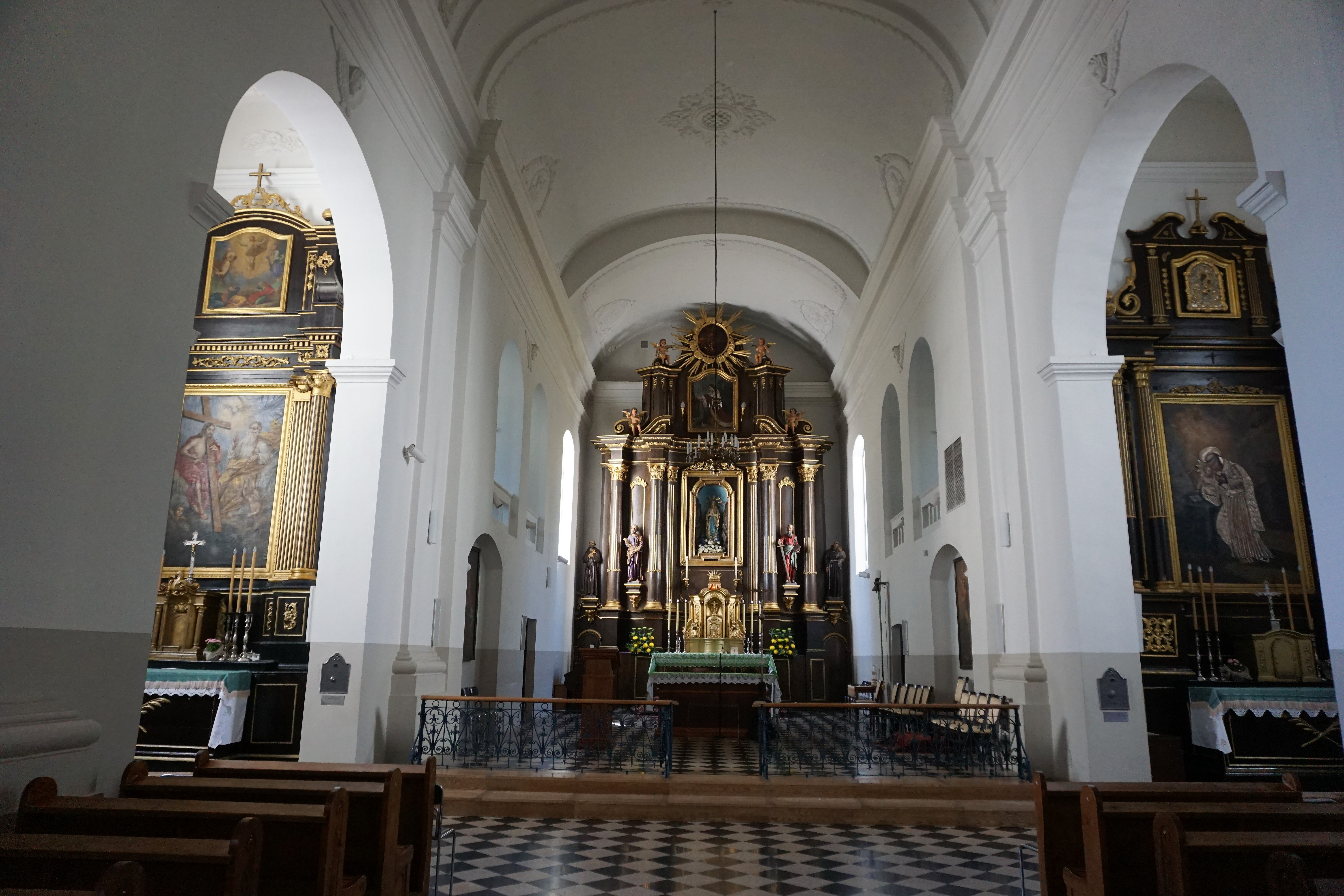
Nawa główna, widok w kierunku ołtarza
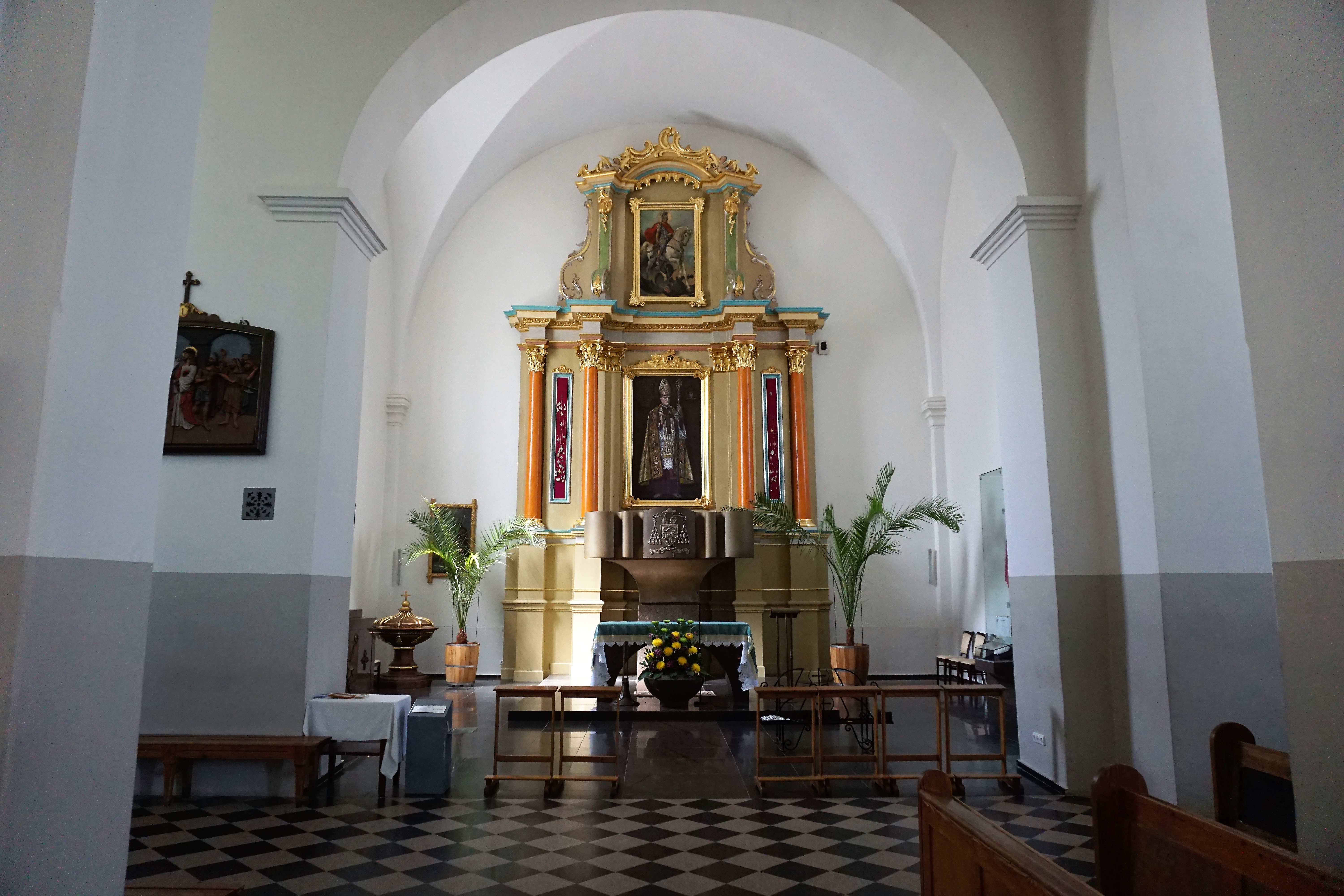
Ołtarz boczny z relikwiarzem
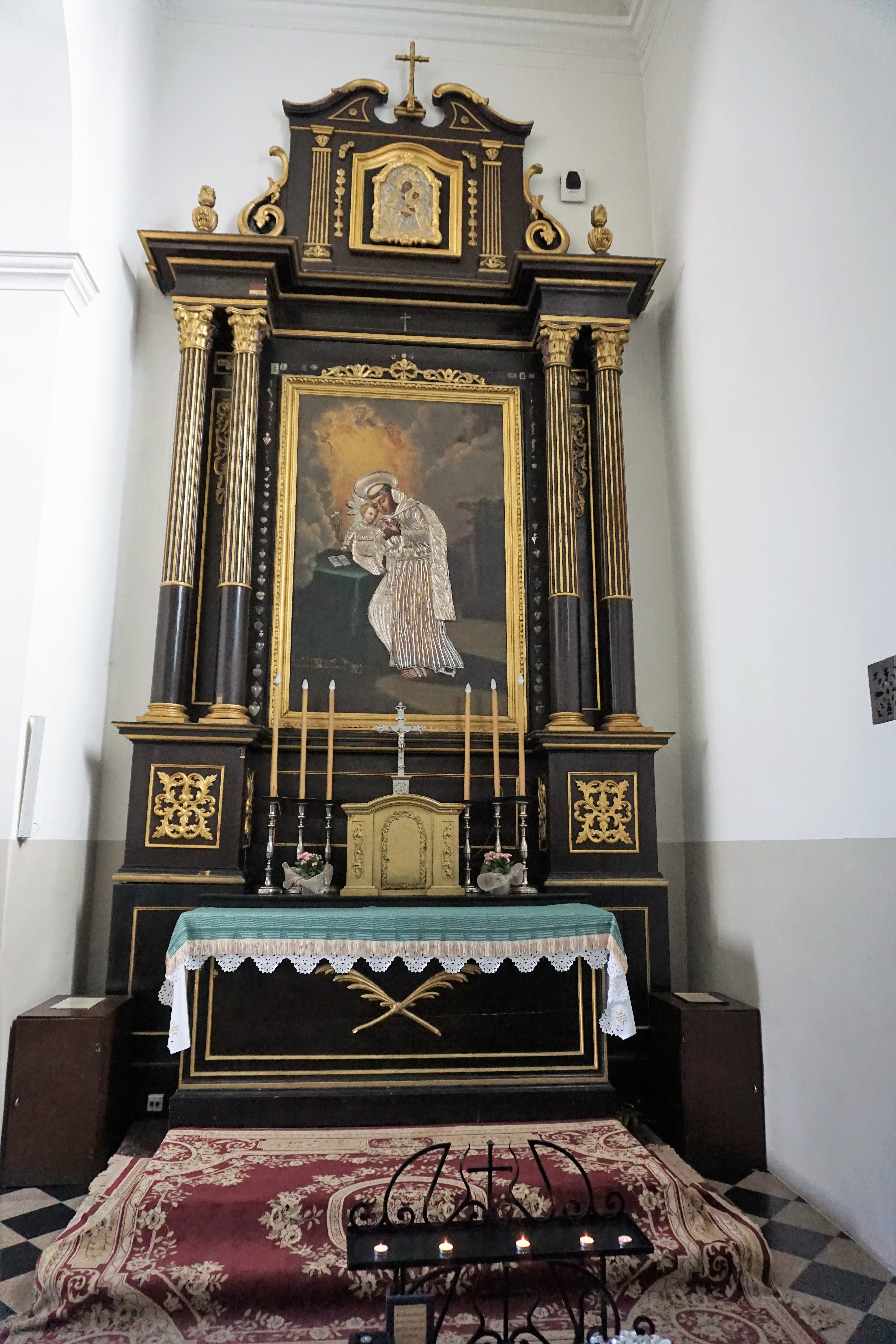
Ołtarz boczny św. Antoniego Padewskiego
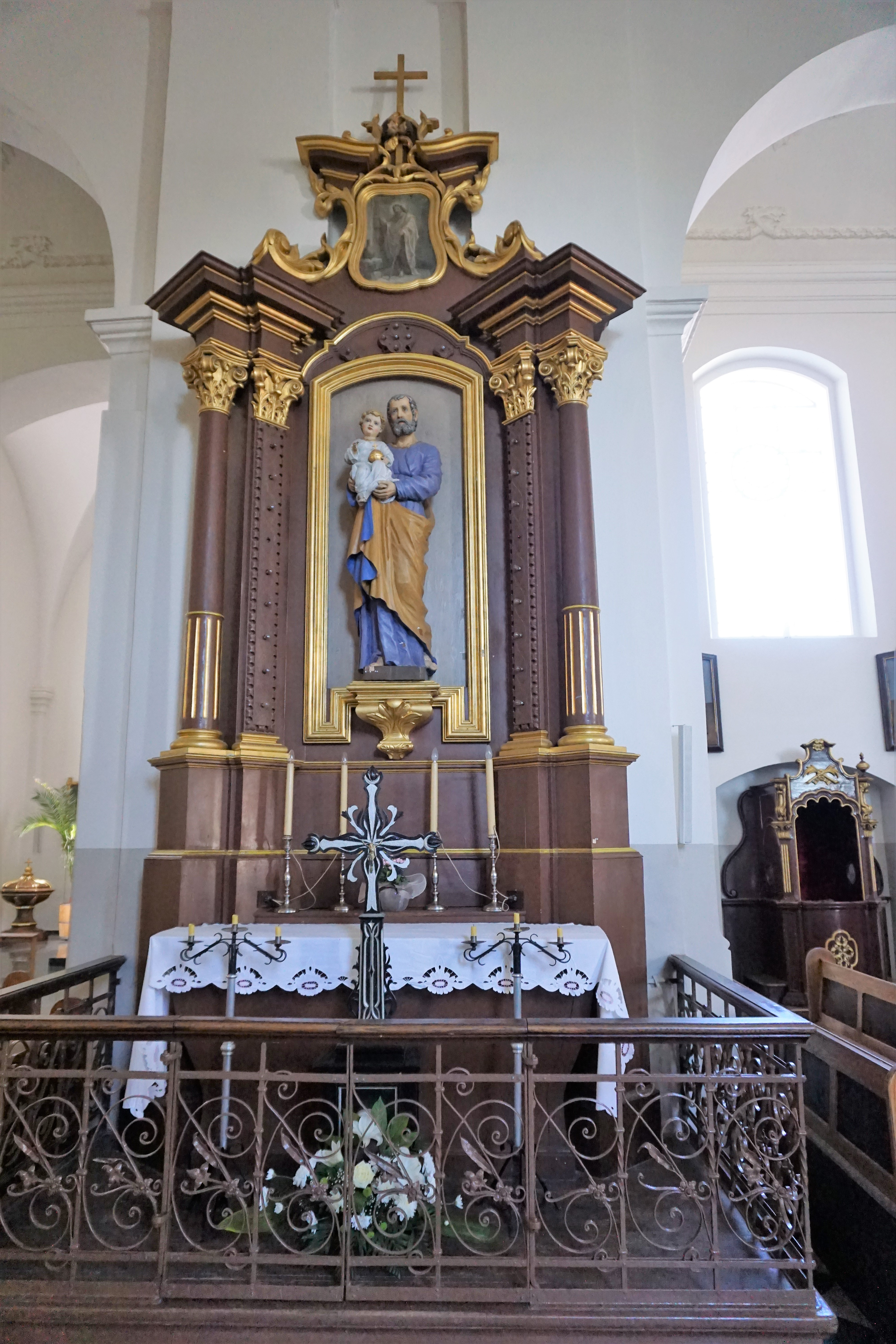
Ołtarz boczny św. Józefa
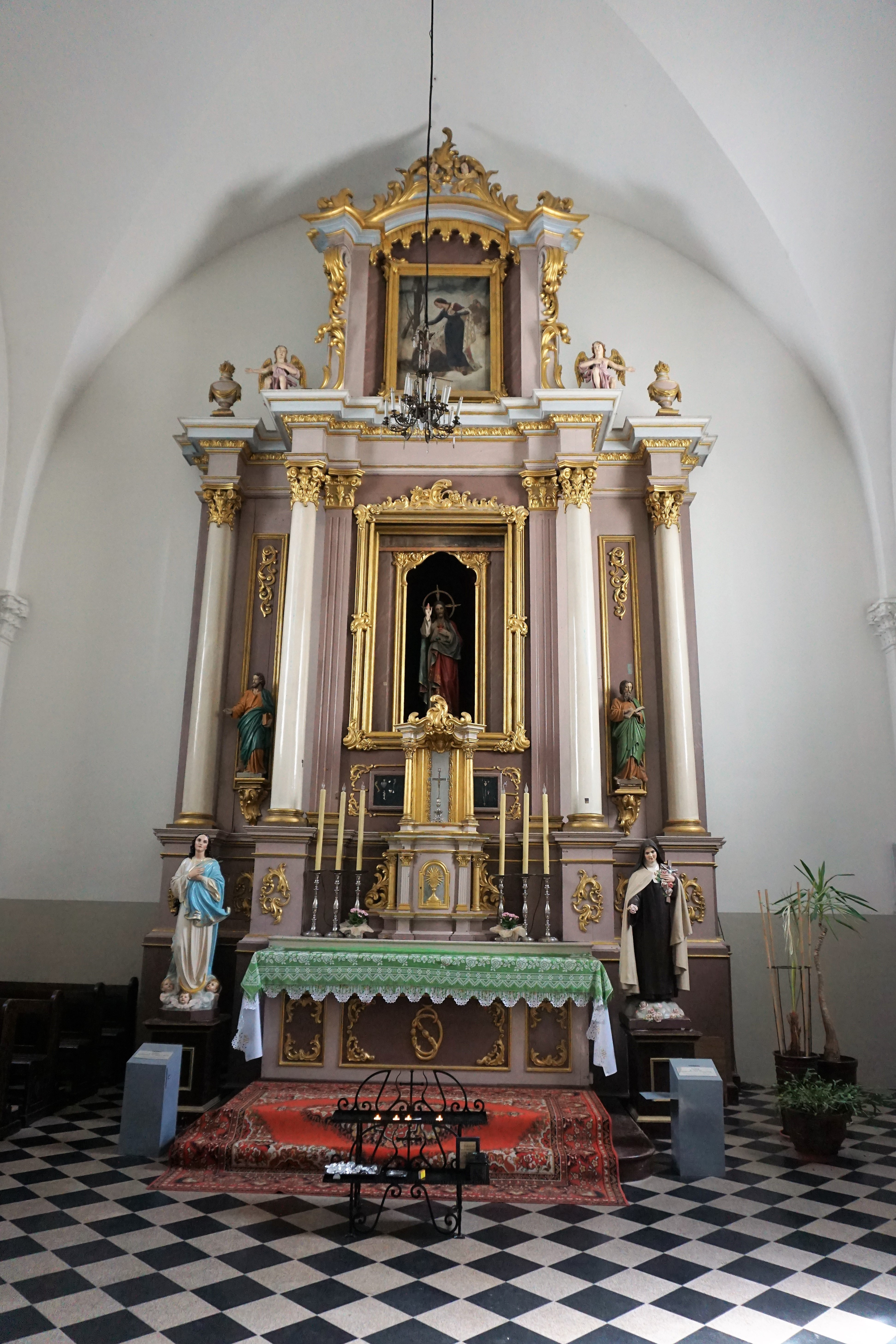
Ołtarz boczny św. Anny
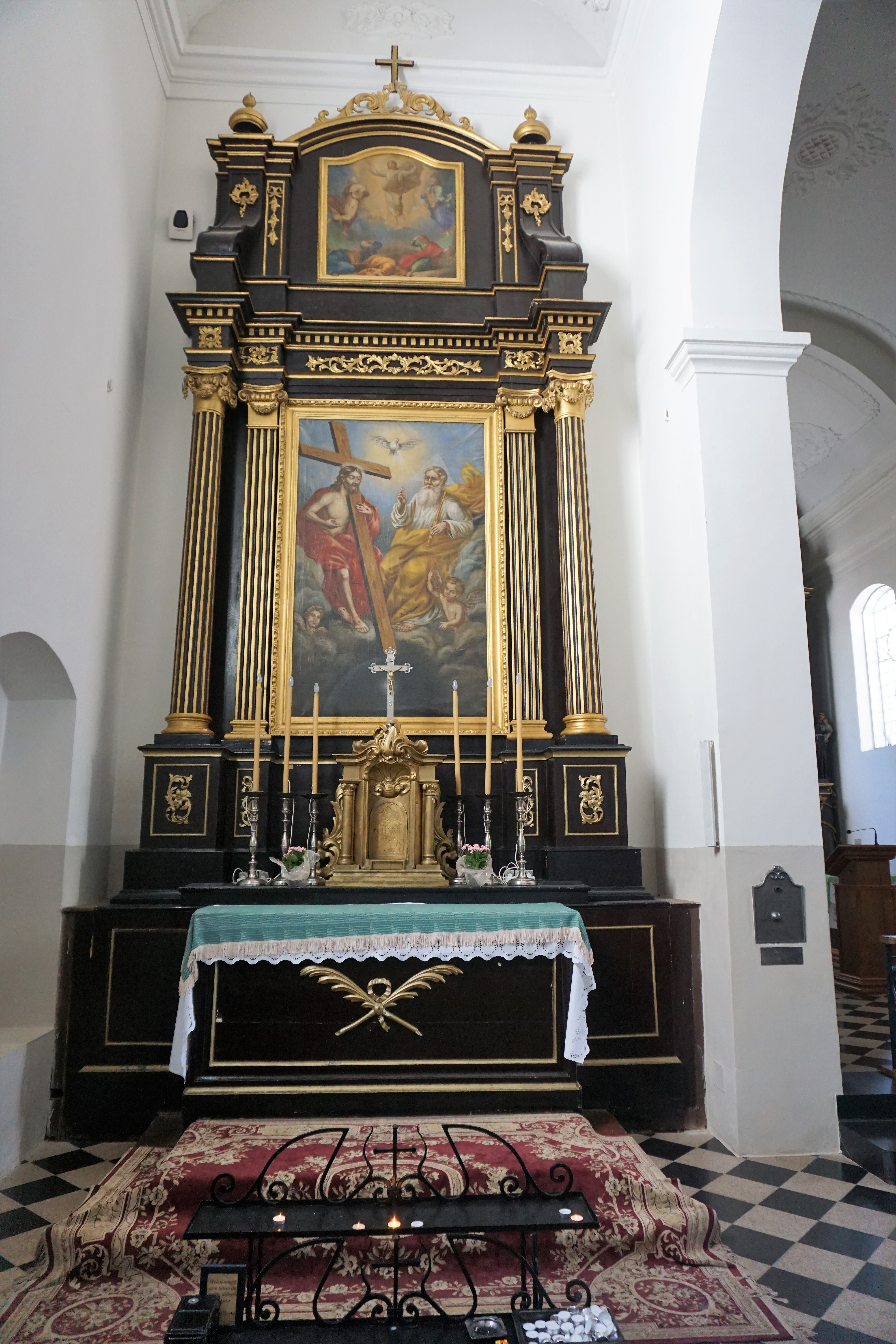
Ołtarz boczny św. Trójcy